# Pseudoeurydesmus langei
Pseudoeurydesmus langei är en mångfotingart som beskrevs av Christoph D. Schubart 1954. Pseudoeurydesmus langei ingår i släktet Pseudoeurydesmus och familjen Chelodesmidae. Inga underarter finns listade i Catalogue of Life.